# Deutsche Ringermeisterschaften 1906
Die 7. Deutschen Ringermeisterschaften wurden 1906 im griechisch-römischen Stil ausgetragen. Zum ersten Mal wurde in Gewichtsklassen gerungen, nämlich im Leicht-, Mittel- und Schwergewicht.

## Ergebnisse

### Leichtgewicht
| Platz | Sportler      | Stadt            |
| ----- | ------------- | ---------------- |
| 1     | Theo Eckert   | Mülheim am Rhein |
| 2     | Philipp Feil  | Mannheim         |
| 3     | Willi Dießner | Essen            |

### Mittelgewicht
| Platz | Sportler     | Stadt               |
| ----- | ------------ | ------------------- |
| 1     | Hugo Sämann  | Stuttgart-Cannstatt |
| 2     | Hans Köstner | Bamberg             |
| 3     | Paul Richter | Mainz               |

### Schwergewicht
| Platz | Sportler              | Stadt     |
| ----- | --------------------- | --------- |
| 1     | Ulrich Gemmel         | Nürnberg  |
| 2     | Werner Weckmann (FIN) | Karlsruhe |
| 3     | Gustav Sperling       | Essen     |